# Spalla cotta di San Secondo

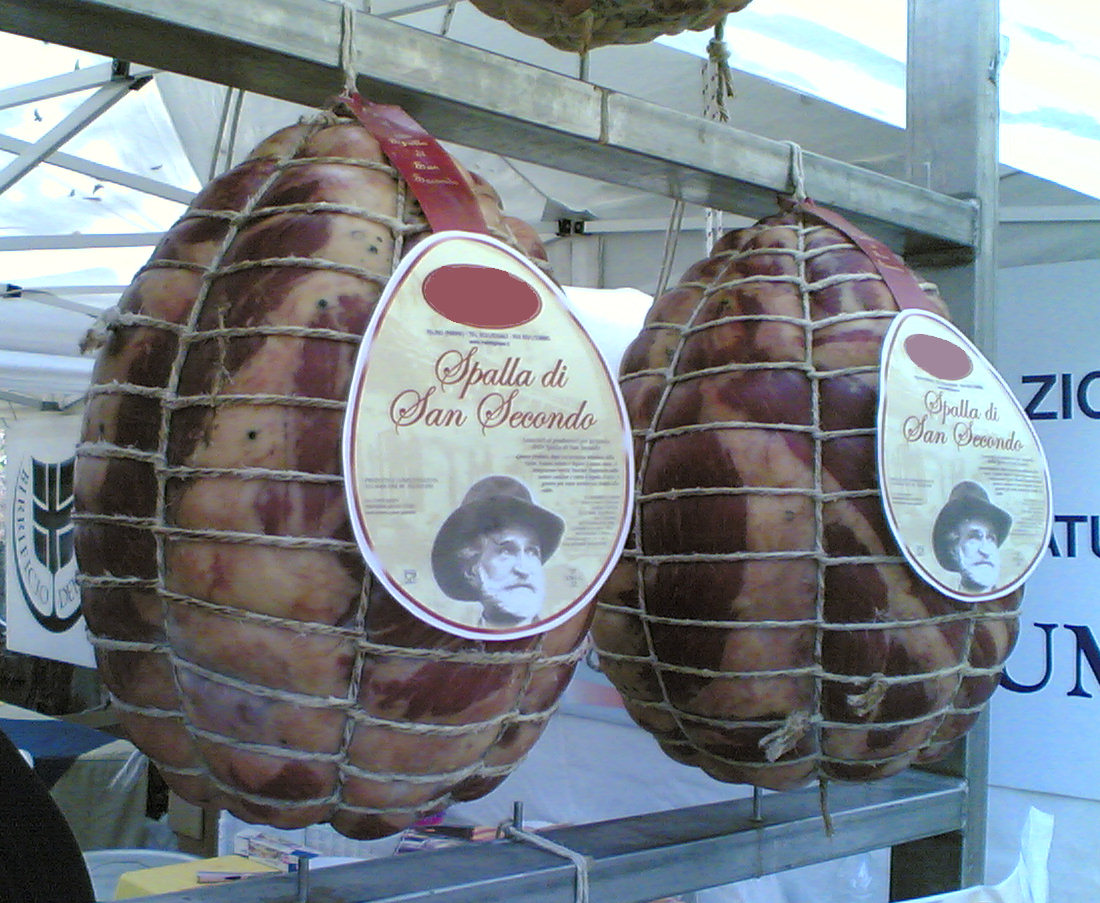
Spalla cotta di San Secondo

Spalla cotta di San Secondo oder nur Spalla di San Secondo ist ein italienischer Vorderschinken aus der Provinz Parma in der Emilia-Romagna. Er ist als traditionelles italienisches Agrar- und Nahrungsmittelprodukt (Prodotto agroalimentare tradizionale PAT) der Region Emilia-Romagna anerkannt.

## Geschichte
Die Spalla cotta di San Secondo stammt aus dem Gebiet der nordwestlich von Parma gelegenen Bassa Parmense und wurde ursprünglich in den Orten Fontanellato, Roccabianca und in San Secondo Parmense hergestellt. Das Zentrum der modernen industriellen Produktion liegt dagegen in der Provinz Cremona. Sie ist eine der ältesten Fleischwaren in der Umgebung von Parma. Ihre Herstellung ist erstmals in einem Pergament des Domkapitels von Parma aus dem Jahr 1170 nachgewiesen. In einem Pachtvertrag mit dem Domkapitel verpflichteten sich einige Bauern aus San Secondo, ihre Pacht unter anderem mit Spallam zu zahlen. Es ist jedoch nicht auszuschließen, dass ihre Ursprünge bis in die Römerzeit zurückreichen. 1184 wurde sie in einer Chronik erwähnt. Im 17. Jahrhundert findet sich die Spalla cotta auf der Einkaufsliste des Hofes der Este aus Modena.
Das Herstellungsverfahren wurde erstmals zu Beginn des 19. Jahrhunderts schriftlich festgehalten. Zu den Bewunderern der gekochten Schulter aus San Secondo gehörte unter anderem Giuseppe Giusti und Giuseppe Verdi. Verdi verschenkte sie gerne unter seinem engen Freundeskreis, beispielsweise der Sängerin Teresa Stolz und gab dabei Empfehlungen, wie die Spalla cotta zuzubereiten sei.
In San Secondo Parmense findet jährlich Ende August ein Volksfest statt, das der Spalla di San Secondo gewidmet ist.

## Herstellung und Zubereitung
Für die Herstellung wird die Schulter vorzugsweise von Schweinen verwendet, die für die Herstellung von Parmaschinken DOP gezüchtet werden. Es handelt sich um die Rassen Large White, Landrace und Duroc, deren Schulter ein Schlachtgewicht von 21 bis 22 Kilogramm auf die Waage bringt. Die Schulter wird dabei zusammen mit dem Schweinekamm abgetrennt.
In der traditionellen Zubereitung wird der Knochen nicht entfernt. Aus praktischen Gründen ist man jedoch weitgehend davon abgekommen, so dass die in den Handel kommenden Schultern in der Regel entknocht und zugeschnitten sind. Beim Zuschnitt werden das überflüssige Fett und die Sehnen entfernt. Anschließend wird die Schulter nassgepökelt und mit Pfeffer, Zimt, Knoblauch und Muskatnuss gewürzt. Für die Pökellake wird Natrium- oder Kaliumnitrat mit Rot- oder Weißwein verwendet. Das Nasspökeln in der Kühlzelle bei 5 Grad Celsius dauert vier Wochen, wobei nach zwei Wochen die Pökellake erneuert wird. Nach dem Pökeln wird die Schulter in eine Schweine- oder Rinderblase gesteckt, gebunden und eine birnenförmige Form gebracht. Anschließend reift sie einem kühlen Ambiente. Nach dem Ende des ein- bis zweimonatigen Reifeprozess besitzt die Schulter ein Gewicht zwischen vier und acht Kilogramm. Vor der Weiterverarbeitung wird sie für drei bis vier Stunden in Essigwasser getaucht, wodurch das ausgetretene Salz entfernt wird. Abschließend wird die Schweineschulter bei 70 bis 80 Grad Celsius in Wasser gekocht. Dabei wird sie so in den Topf gehängt, dass sie die Topfwände nicht berührt. Die Kochzeit variiert je nach Gewicht der Schulter. In der Regel muss für jedes Kilogramm eine Stunde Kochzeit veranschlagt werden, so dass die größeren Stücke bis zu acht Stunden kochen müssen. In das Kochwasser wird Wein beigemengt sowie Gewürze und Gemüse, wie Lorbeerblätter und Sellerie eingelegt.
Nach dem Kochen besitzt die Spalla cotta di San Secondo eine haselnussähnliche, rötliche Farbe. Sie wird am besten nach dem Kochen noch warm verzehrt. Das Aroma ist würzig und der Geschmack ist überwiegend süßlich. Nach dem Kochen luftdicht verpackte Stücke können über mehrere Monate gelagert werden. Die Spalla cotta di San Secondo eignet sich auch zum Räuchern.
Die handwerkliche Jahresproduktion in den Fleischerbetrieben der Bassa Parmense beträgt etwa 1500 Stück, während von der Wurst- und Fleischwarenindustrie etwa 20.000 Stück im Jahr hergestellt werden.

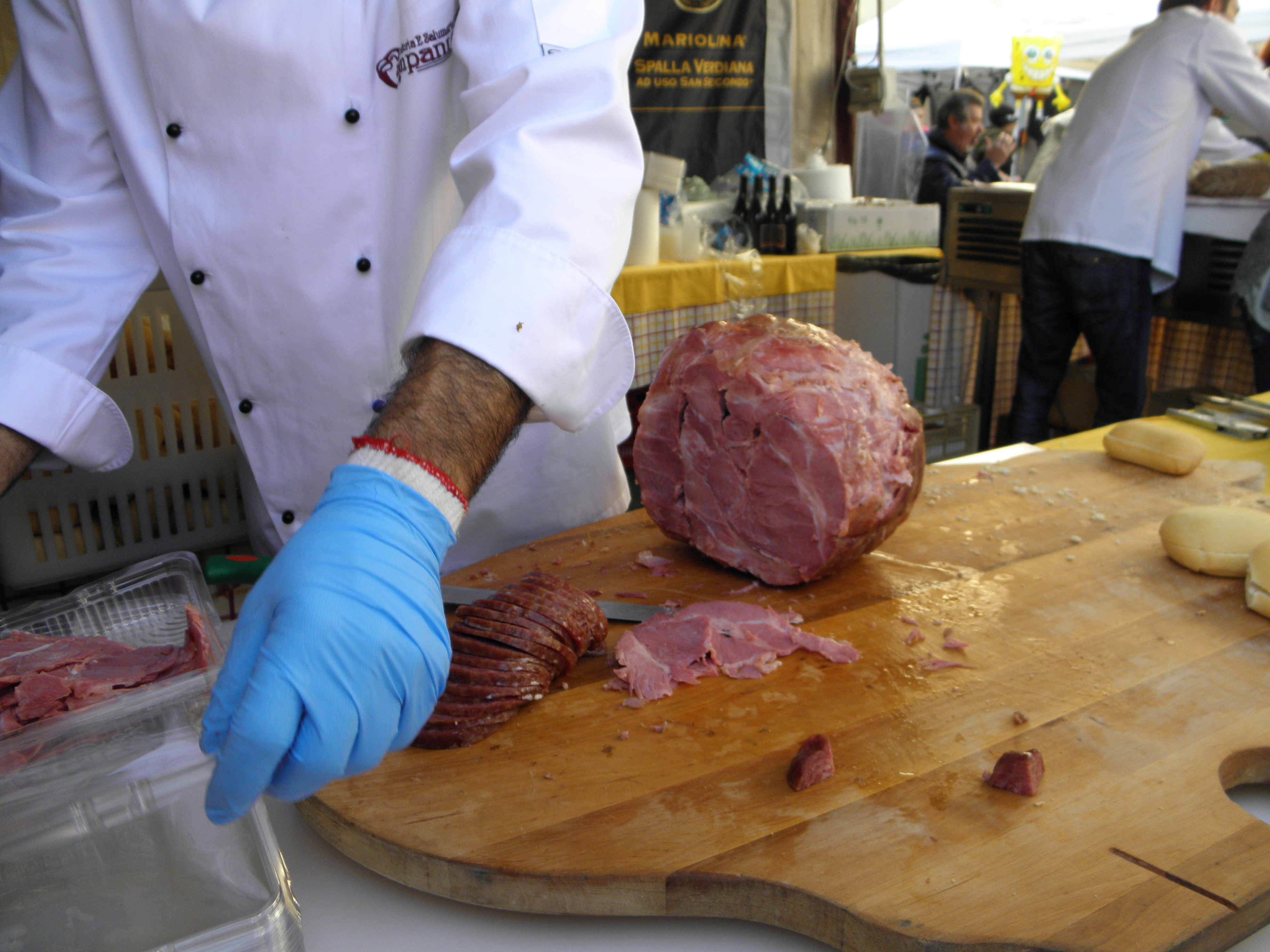
Nach dem Kochen für den Verzehr zerstückelt
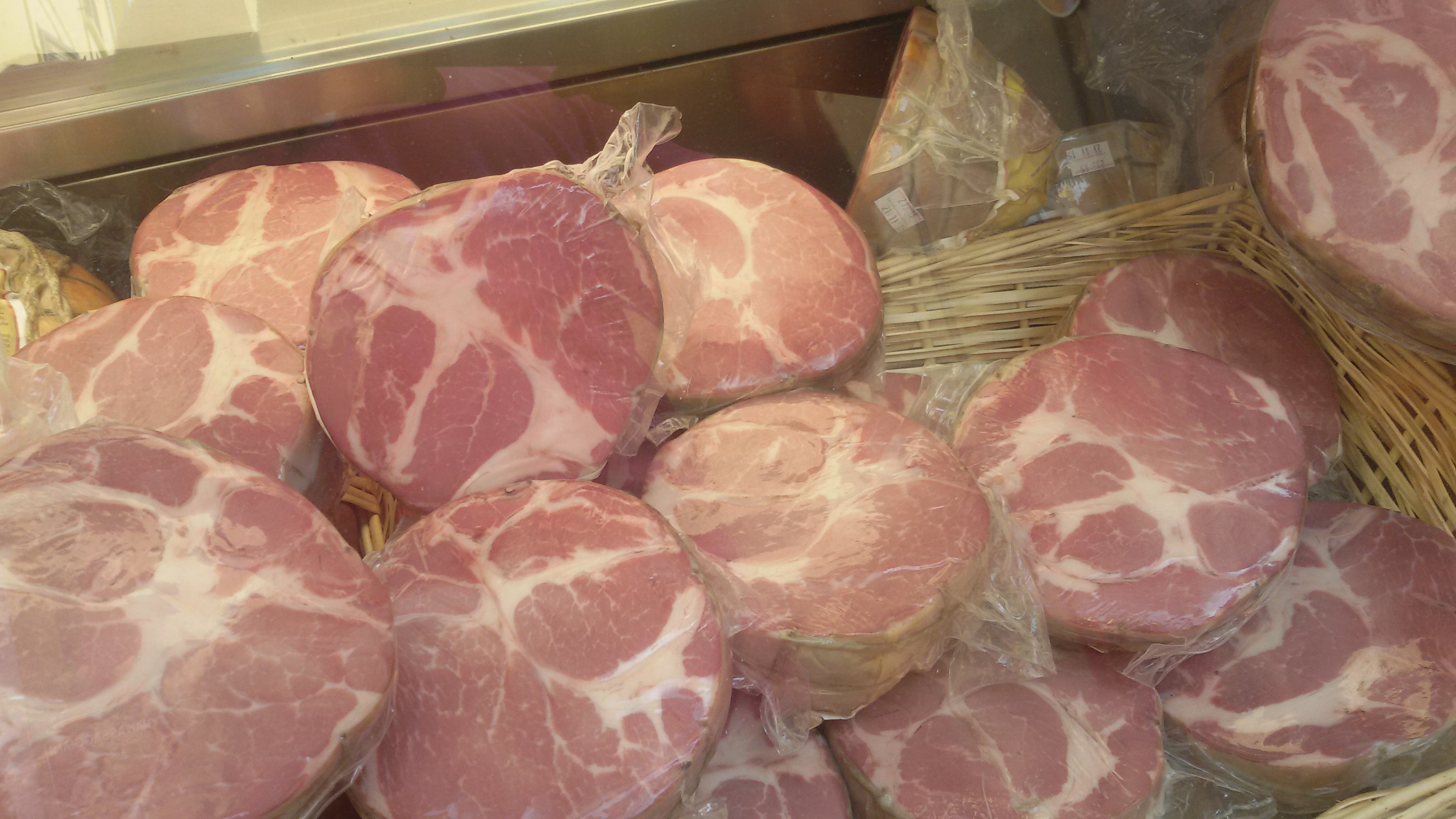
Luftdicht verpackt, in Stücke aufgeschnitten
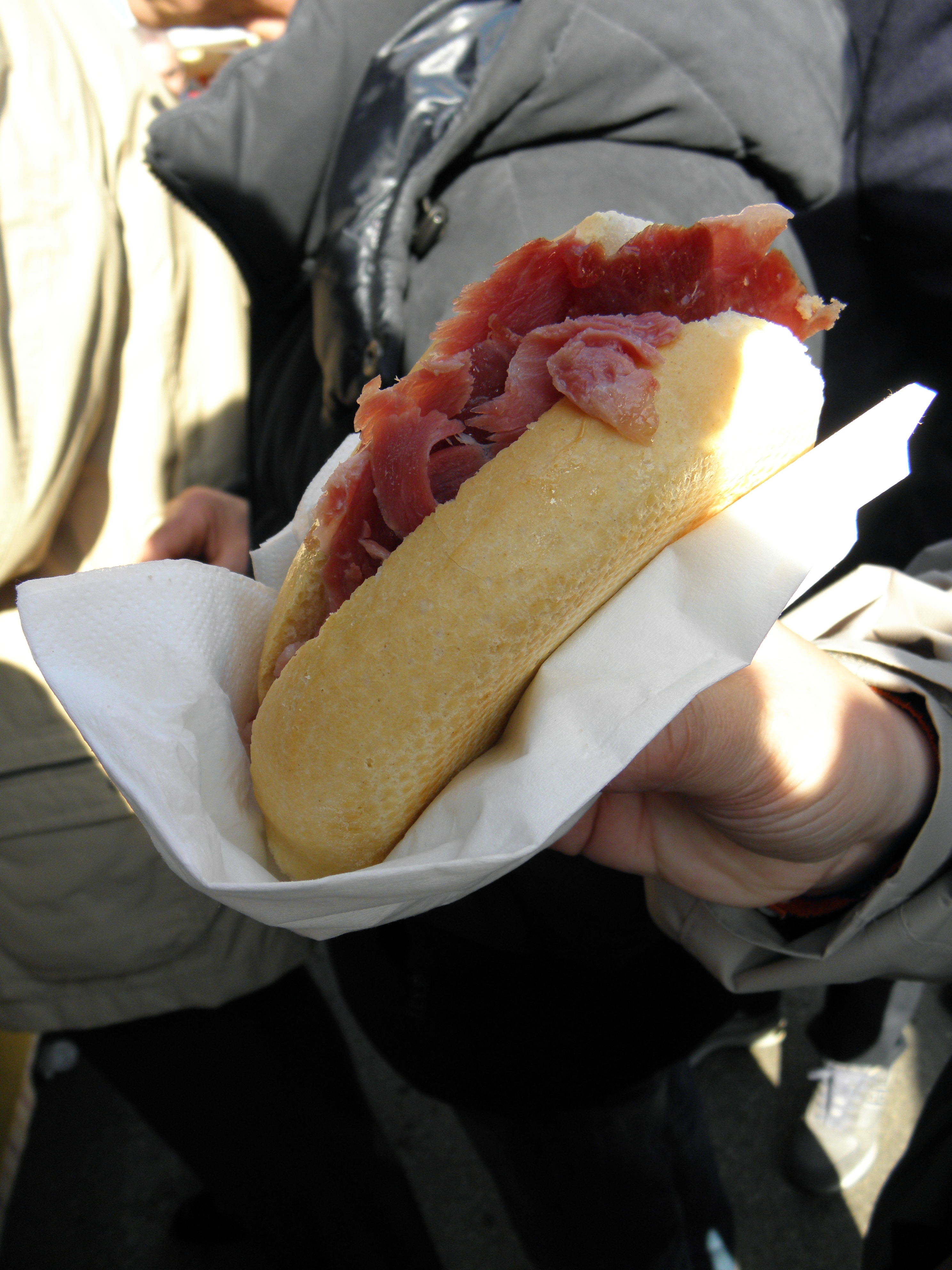
Panino mit Spalla cotta